# Phytodietus obscurus
Phytodietus obscurus là một loài tò vò trong họ Ichneumonidae.